# Premio al mejor Baloncestista Masculino del Año de la Big Sky Conference
El Premio al mejor Baloncestista Masculino del Año de la Big Sky Conference (en inglés, Big Sky Conference Conference Men's Basketball Player of the Year) es un galardón que otorga la Big Sky Conference al jugador de baloncesto masculino más destacado del año. El premio se entrega desde la temporada 1978–79. Solo un jugador, Larry Krystkowiak, de Montana, ha ganado el premio en tres ocasiones (1984–86), mientras que otros tres jugadores lo han hecho dos veces: Orlando Lightfoot, de Idaho (1993–94); Harold Arceneaux, de Weber State (1999–2000), y Damian Lillard, de Weber State (2010 y 2012).

## Ganadores

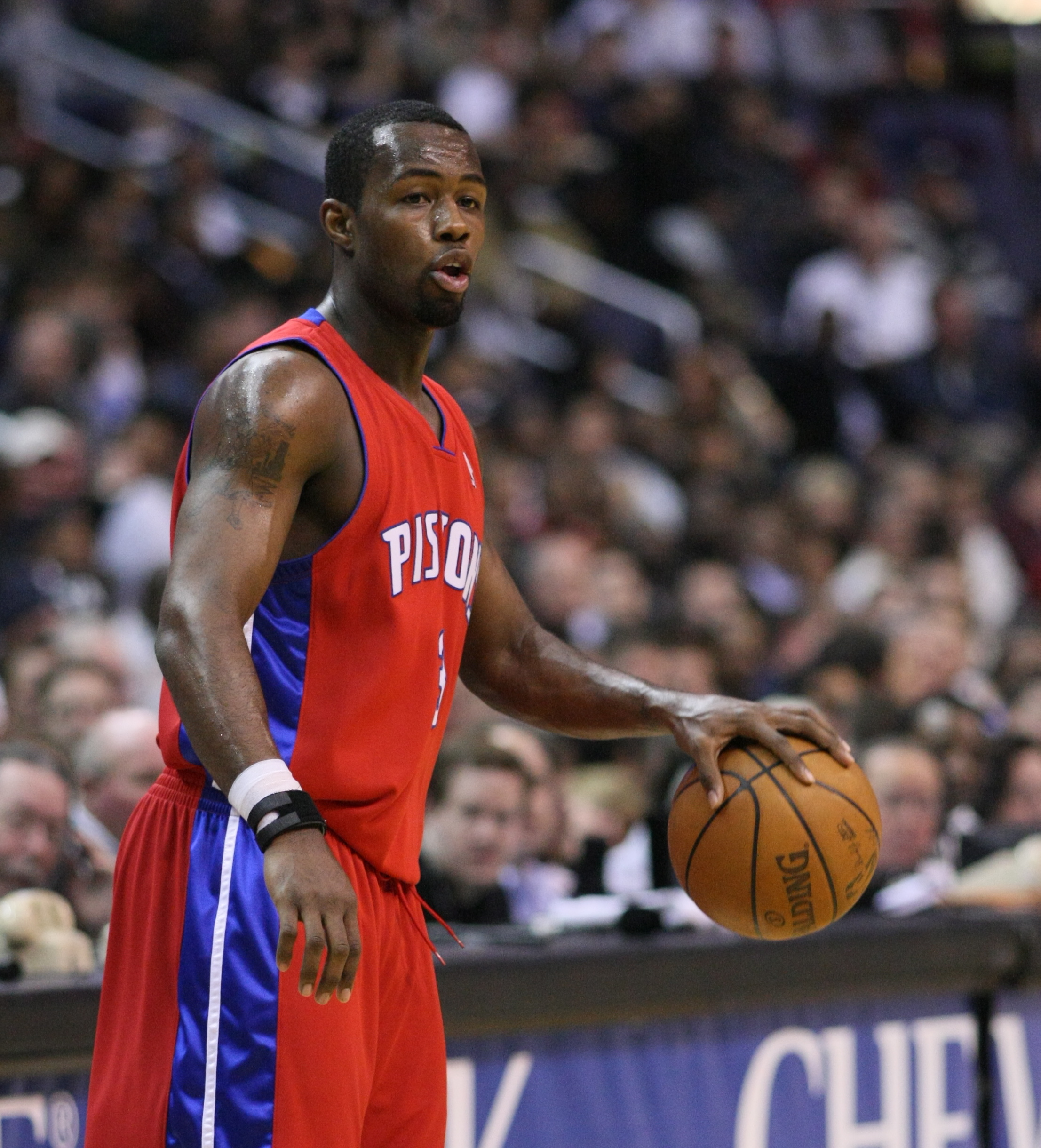
Rodney Stuckey ganó el premio en 2006 con Eastern Washington.

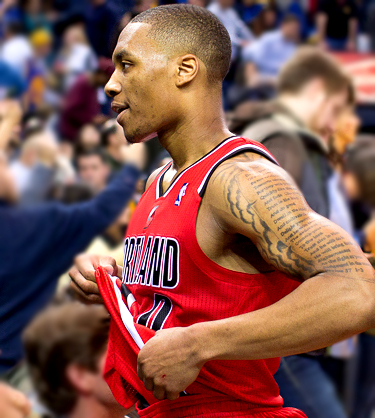
Damian Lillard ganó el premio en 2010 y 2012 con Weber State.

| †           | Co-Jugadores del Año                                                                                                |
| *           | Ganador del premio al mejor universitario del año: el Naismith College Player of the Year o el John R. Wooden Award |
| Jugador (X) | Denota el número de veces que ha conseguido el galardón                                                             |

| Temporada | Jugador               | Universidad          | Posición          | Curso     |
| --------- | --------------------- | -------------------- | ----------------- | --------- |
| 1978–79   | Lawrence Butler       | Idaho State          | Escolta           | Senior    |
| 1979–80   | Don Newman            | Idaho                |                   | Senior    |
| 1980–81   | Brian Kellerman       | Idaho                | Base              | Sophomore |
| 1981–82   | Ken Owens             | Idaho                | Escolta           | Senior    |
| 1982–83   | Derrick Pope          | Montana              | Ala-Pívot         | Senior    |
| 1983–84   | Larry Krystkowiak     | Montana              | Pívot             | Sophomore |
| 1984–85   | Larry Krystkowiak (2) | Montana              | Pívot             | Junior    |
| 1985–86   | Larry Krystkowiak (3) | Montana              | Pívot             | Senior    |
| 1986–87   | Tom Domako            | Montana State        | Alero             | Junior    |
| 1987–88   | Arnell Jones          | Boise State          | Ala-Pívot         | Senior    |
| 1988–89   | Chris Childs          | Boise State          | Base              | Senior    |
| 1989–90   | Riley Smith           | Idaho                | Pívot             | Senior    |
| 1990–91   | Kevin Kearney         | Montana              | Alero             | Senior    |
| 1991–92†  | Delvon Anderson       | Montana              | Base / Escolta    | Senior    |
| 1991–92†  | Kevin Soares          | Nevada               | Base              | Senior    |
| 1992–93   | Orlando Lightfoot     | Idaho                | Alero / Ala-Pívot | Junior    |
| 1993–94   | Orlando Lightfoot (2) | Idaho                | Alero / Ala-Pívot | Senior    |
| 1994–95   | Ruben Nembhard        | Weber State          | Escolta           | Senior    |
| 1995–96†  | Jimmy DeGraffenried   | Weber State          | Escolta           | Senior    |
| 1995–96†  | Quadre Lollis         | Montana State        | Alero             | Senior    |
| 1996–97   | Charles Thomas        | Northern Arizona     |                   | Senior    |
| 1997–98   | Andrew Mavis          | Northern Arizona     | Ala-Pívot         | Senior    |
| 1998–99   | Harold Arceneaux      | Weber State          | Alero             | Junior    |
| 1999–00   | Harold Arceneaux (2)  | Weber State          | Alero             | Senior    |
| 2000–01   | Brian Heinle          | Cal State Northridge | Pívot             | Senior    |
| 2001–02   | Jason Erickson        | Montana State        | Escolta           | Sophomore |
| 2002–03   | Jermaine Boyette      | Weber State          | Base / Escolta    | Senior    |
| 2003–04   | Alvin Snow            | Eastern Washington   | Base / Escolta    | Senior    |
| 2004–05   | Seamus Boxley         | Portland State       | Alero             | Senior    |
| 2005–06   | Rodney Stuckey        | Eastern Washington   | Base              | Freshman  |
| 2006–07   | David Patten          | Weber State          | Ala-Pívot         | Senior    |
| 2007–08   | Jeremiah Dominguez    | Portland State       | Base              | Junior    |
| 2008–09   | Kellen McCoy          | Weber State          | Base              | Senior    |
| 2009–10   | Damian Lillard        | Weber State          | Base / Escolta    | Sophomore |
| 2010–11   | Devon Beitzel         | Northern Colorado    | Escolta           | Senior    |
| 2011–12   | Damian Lillard (2)    | Weber State          | Base / Escolta    | Junior    |
| 2012–13   | Kareem Jamar          | Montana              | Escolta / Alero   | Junior    |
| 2013–14   | Davion Berry          | Weber State          | Alero             | Senior    |
| 2014–15   | Mikh McKinney         | Sacramento State     | Base              | Senior    |
| 2015–16   | Joel Bolomboy         | Weber State          | Ala-Pívot / Pívot | Senior    |
| 2016–17   | Jacob Wiley           | Eastern Washington   | Ala-Pívot         | Senior    |
| 2017–18   | Bogdan Bliznyuk       | Eastern Washington   | Base / Escolta    | Senior    |
| 2018–19   | Jordan Davis          | Northern Colorado    | Escolta           | Senior    |
| 2019–20   | Mason Peatling        | Eastern Washington   | Ala-Pívot         | Senior    |
| 2020–21   | Tanner Groves         | Eastern Washington   | Ala-Pívot         | Junior    |
| 2021–22   | Jubrile Belo          | Montana State        | Ala-Pívot         | Senior    |
| 2022–23   | Steele Venters        | Eastern Washington   | Escolta           | Junior    |
| 2023–24   | Dillon Jones          | Weber State          | Escolta / Alero   | Senior    |
| 2024–25   | Dylan Darling         | Idaho State          | Base              | Sophomore |

## Ganadores por universidad
| Universidad (en Big Sky desde) | Premios | Años                                                                    |
| ------------------------------ | ------- | ----------------------------------------------------------------------- |
| Weber State (1963)             | 12      | 1995, 1996†, 1999, 2000, 2003, 2007, 2009, 2010, 2012, 2014, 2016, 2024 |
| Eastern Washington (1987)      | 7       | 2004, 2006, 2017, 2018, 2020, 2021, 2023                                |
| Montana (1963)                 | 7       | 1983, 1984, 1985, 1986, 1991, 1992†, 2013                               |
| Idaho (1963, 2014)             | 6       | 1980, 1981, 1982, 1990, 1993, 1994                                      |
| Montana State (1963)           | 4       | 1987, 1996†, 2002, 2022                                                 |
| Northern Colorado (2006)       | 2       | 2011, 2019                                                              |
| Boise State (1970)             | 2       | 1988, 1989                                                              |
| Northern Arizona (1970)        | 2       | 1997, 1998                                                              |
| Portland State (1996)          | 2       | 2005, 2008                                                              |
| Idaho State (1963)             | 2       | 1979, 2025                                                              |
| Cal State Northridge (1996)    | 1       | 2001                                                                    |
| Nevada (1979)                  | 1       | 1992†                                                                   |
| Sacramento State (1996)        | 1       | 2015                                                                    |
| North Dakota (2012)            | 0       | —                                                                       |
| Southern Utah (2012)           | 0       | —                                                                       |